# Spenslig fjällskivling
Spenslig fjällskivling (Lepiota clypeolaria) är en svampart som först beskrevs av Pierre Bulliard (v. 1742–1793), och fick sitt nu gällande namn av Paul Kummer 1871. Spenslig fjällskivling ingår i släktet Lepiota och familjen Agaricaceae.  Arten är reproducerande i Sverige. Inga underarter finns listade i Catalogue of Life.

## Källor

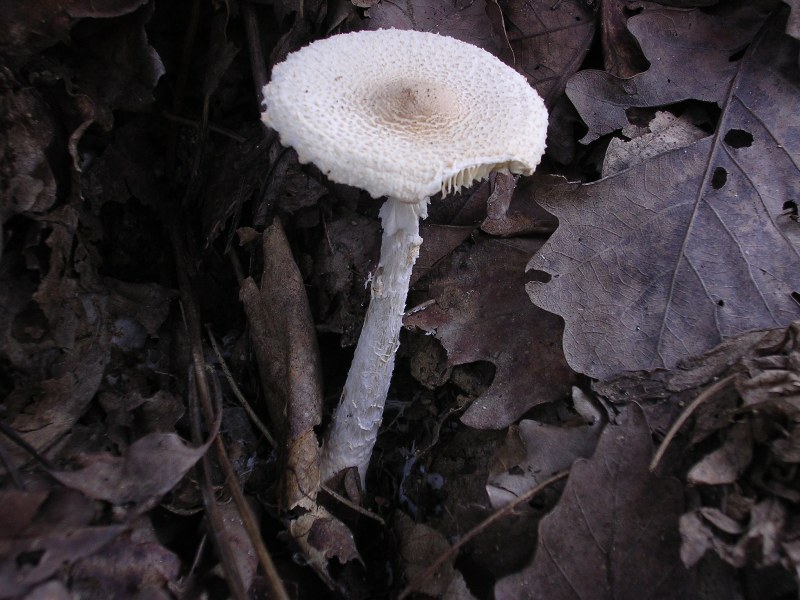